# 33. Waffen-Kavallerie-Division der SS (ungarische Nr. 3)

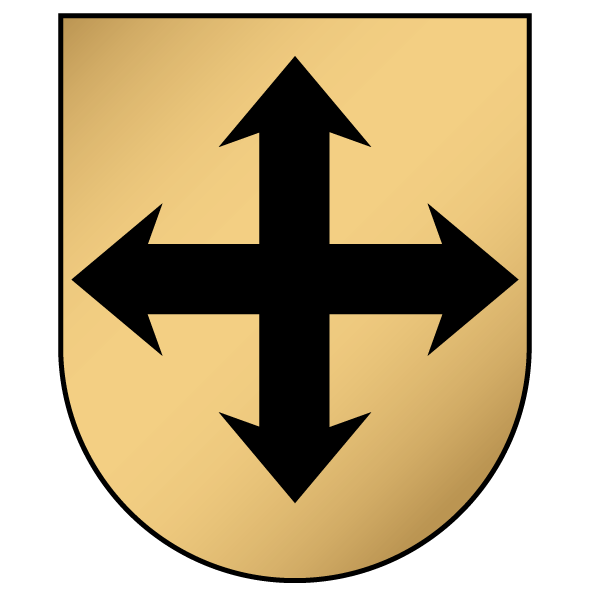
Truppenkennzeichen

Die 33. Waffen-Kavallerie-Division der SS (ungarische Nr. 3) war eine im November 1944 aus versprengten ungarischen Kavallerie-Einheiten aufgestellte Einheit der Waffen-SS. Als Division existierte sie in Wirklichkeit jedoch nur auf dem Papier. Noch bevor die geplante Aufstellung umgesetzt wurde, wurden die bisher für diesen Zweck gesammelten Einheiten, aufgrund der sich zuspitzenden Lage an der Front, zur Verteidigung Budapests eingesetzt. Dort wurden diese zusammen mit den beiden SS-Kavallerie-Divisionen Florian Geyer und Maria Theresia, sowie großen Teilen der 3. ungarischen Armee von der Roten Armee eingeschlossen und Anfang Februar während der Schlacht um Budapest vernichtet.

## Kommandeur
- 27. Dezember 1944 bis 23. Januar 1945: SS-Oberführer László Deák